# Жиздра
Жиздра (рус. Жиздра) град је у Русији у Калушкој области. Према попису становништва из 2010. у граду је живело 5585 становника.

## Становништво
| 1939. | 1959. | 1970. | 1979. | 1989. | 2002. | 2010. |
| ----- | ----- | ----- | ----- | ----- | ----- | ----- |
| 8.100 | 5.144 | 5.797 | 5.549 | 5.439 | 5.719 | 5.585 |